# Санкт-Петербург (гостиница, Санкт-Петербург)

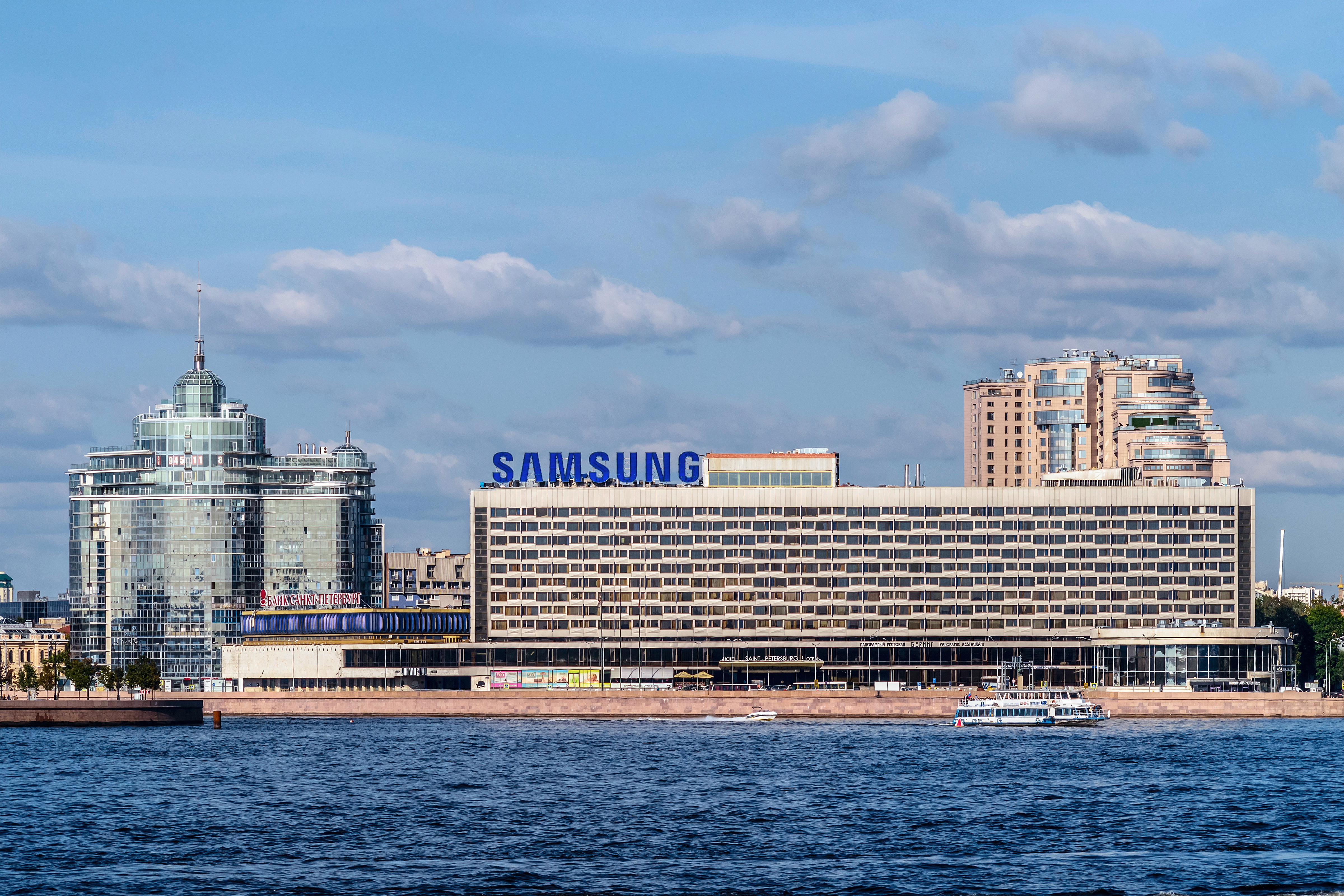
Вид на гостиницу и ЖК «Аврора» с Невы

«Санкт-Петербург» (до 1991 года — «Ленинград», во время проектирования — «Аврора» и «Интурист») — четырёхзвёздочная гостиница в историческом центре Санкт-Петербурга, на Выборгской стороне (Пироговская набережная, 5/2).

## Строительство
Первоначально предполагалось, что гостиница будет построена в две очереди: первая представляет собой современное здание отеля, а проектирование второй очереди было завершено в середине 1970-х годов. Планировалось построить 13-этажное здание в форме разомкнутого кольца со внутренним двориком с бассейном и фонтанами. В итоге здание было построено лишь в начале 2000-х годов, в настоящее время его занимает бизнес-центр «Петровский форт».
В изначальном проекте было 25 этажей (80 метров), проект был переработан после рассмотрения в Госкомитете по гражданскому строительству и архитектуре, после чего снижен до 35 метров для защиты того, что было позднее названо «небесной линией» города.
Первая очередь гостиницы — двенадцатиэтажное здание на Пироговской набережной — было построено в 1967—1970-х годах по проекту (1961) архитекторов С. Б. Сперанского, В. Э. Струзман и Н. В. Каменского (инженер Е. М. Израилев, конструктор Н. Дюбов).
Сергей Сперанский специально проектировал высотный акцент, так как считал, что в сочетании горизонтальной застройки с организующими пространство архитектурными центрами — «главная прелесть» Ленинграда. Официальная реакция была положительной: «гостиница органически вписалась в исторически сложившийся архитектурный ансамбль города, украсила одну из набережных Невы» («Строительство и архитектура Ленинграда»), согласно отзыву 2008 года Антошенкова В. С. и Заварихина С. П., у архитектуры гостиницы «скромный нейтралитет», и она почти сливается «с низким серым небом и рябью речных волн». Авторы в 1973 году получили Государственную премию. Другие критики всё же говорили о градостроительной ошибке: было снесено здание Военно-исторического музея имени Н. И. Пирогова, согласно Сергею Евдокимову, надо было делать невысокие корпуса вместо нового объёма, согласно Владимиру Лисовскому, «жёсткая геометрия объёмов и подчёркнуто современный, индустриальный характер главного корпуса … входят в явное противоречие с историческим ландшафтом».
Проектирование шло «под неусыпным контролем городской и архитектурной общественности» и при постоянных согласованиях с Николаем Барановым. Для того, чтобы здание было связано с окружением, силуэт смягчён асимметрично стоящими видовым кафе и вентиляционными камерами, на фасадах сделаны волнистые ленточные панели, синим цветом на фасаде выполнена солнцезащита, у окон — золотистые алюминиевые рамы. Участок между гостиницей и набережной (в современности упрощён) был оформлен гранитным стилобатом, лестницей и пандусом, сочетанием гальки разных размеров, плитами, каменными бордюрами, бетонным мостиком, торшерами освещения, блоками тёсаного камня, двумя скульптурами и фонтаном «Нева». В 1964 году гостиницу передали бюро иностранного туризма, что позволило закупить преимущественно в Германии и Финляндии оконные блоки, витражи, подвесные потолки, сантехнику, светильники и мебель. Отделка номеров впервые в советской практике была сделана из сборных панелей со своим цветом для каждого этажа; стандартные холлы были заменены на общее пространство на втором этаже. Пол был вымощен мрамором и синим «утопленным» ковром, подвесной потолок был рельефным, из золотистого анодированного алюминия. Интерьер был оформлен девятью гобеленами, самый крупный из которых, с видами города, был выполнен художником Ниной Моисеевой.
При сооружении гостиницы применялись редкие для советской строительной отрасли конструктивные решения. У нижних этажей гостиницы каркас выполнен из сборно-монолитного железобетона, спиральная лестница между уровнями кафе на крыше из монолитного железобетона, ресторан выполнен из стальных конструкций, стены — стеклянные.

## Гостиница
В отеле 554 номера, конференц-залы, концертный зал, видовой ресторан La Vue на крыше отеля, панорамный ресторан «Беринг» на втором этаже и салон красоты. В 2020 году открылся СПА. За первые 10 лет работы с 1970 по 1980 год гостиницу посетило более миллиона иностранцев. Впервые в Советском Союзе в гостинице использовали западную систему завтраков — «шведский стол» и «континентальный завтрак».

### Концертный зал
В составе гостиницы функционирует концертный зал. Для его наружного оформления в 1984 году было использовано мозаичное панно «Гимн городу», изображающее ряд золотых «кариатид» на тревожном глубоком синем фоне. Художники: С. Н. Репин, В. В. Сухов, И. Г. Уралов, Н. П. Фомин. Архитекторы С. Б. Сперанский, В. Э. Струзман. Мозаичный набор — мозаичная мастерская АХ СССР.
В том же году фойе концертного зала было украшено тремя живописными полотнами.
В 1986 году в гостинице «Ленинград» проходила вторая часть матча на первенство мира между Гарри Каспаровым и Анатолием Карповым. В 2006 году здесь состоялась II встреча министров финансов стран Большой восьмёрки (в рамках саммита G8).

### Пожар1991 года
23 февраля 1991 года в гостинице случился пожар, ставший одним из самых крупных пожаров XX столетия в Петербурге.
Горели 7-9 этажи, (полностью — седьмой и девятый, восьмой — частично) куда не доставали пожарные лестницы. Погибли 7 постояльцев гостиницы, 9 пожарных.
Погибшим пожарным поставлен памятник рядом с пожарной частью в Калининском районе.
После пожара было полностью перестроено кафе, сохранившиеся гобелены перенесены в фойе концертного зала.